# Canal petit palatin
Les canaux petits palatins (ou canaux palatins accessoires ) sont des passages de l'os palatin permettant le passage de l'artère palatine descendante et des nerfs petits palatins.

## Structure
Les canaux petits palatins partent du canal du grand palatin au niveau de l'os palatin.
Ils se dirigent obliquement en arrière dans la lame perpendiculaire et le processus pyramidal.
Ils débouchent dans le toit de la cavité buccale par les petits foramens palatins.